# Metacity
Metacity (промовляється римовано до англ. «capacity» (можливість) з наголосом на другий склад) — композитний менеджер вікон, який за замовчуванням використовувався у робочому середовищі GNOME. Розробку Metacity почав Гавок Пеннінгтон, він випускається під ліцензією GNU General Public License.
До інтеграції Metacity у GNOME 2.2, GNOME спочатку використовував менеджер вікон Enlightenment, потім Sawfish. Попри те, що Metacity є частиною проєкту середовища GNOME, він не вимагає самого GNOME для запуску, а також сам GNOME може використовувати інший менеджер вікон, який підтримує певні специфікації ICCCM, які вимагає GNOME.
Metacity написаний за допомогою бібліотеки GTK+, що робить можливим зміну тем, та інтеграцію з іншими програмами написаними за допомогою GTK+.

## Філософія
Metacity фокусується більше на простоті та зручності роботи, ніж на інноваціях.

## Теми
Незважаючи на слабку документованість процесу розробки тем для Metacity, для нього вже існує багато тем. Більшість з них можна завантажити з артсайту GNOME, art.gnome.org [Архівовано 11 березня 2007 у Wayback Machine.]. Найпопулярніша тема — Clearlooks, яка стала стандартною темаю GNOME починуючи з версії 2.12.

## Суперечки
Metacity, на відміну від попередніх менеджерів GNOME, має досить обмежені можливості налаштування. Через це його стандартна поставка стала досить суперечливою. Прихильники Metacity стверджують, що GNOME орієнтований на нових користувачів комп'ютера, яким не потрібні широкі можливості налаштування, які присутні у Sawfish або Enlightenment. Хавок Пеннінгтон написав есе, в якому пояснив чому він написав Metacity та спростив GNOME. Критики кажуть, що Metacity приніс в жертву гнучкість та контроль, які зазвичай асоціюються з програмами для UNIX. Ці суперечки призвели до появи таких застосунків як Devil's Pie, та Brightside.

## Mutter
Mutter — відгалуження від проєкту Metacity. Mutter останнім часом поставляється як віконний менеджер за замовчуванням. Можна вважати, що Mutter — це Metacity 3.